# Vladímir Sújarev
Vladímir Sújarev (Unión Soviética, 10 de julio de 1924-30 de abril de 1997) fue un atleta soviético, especializado en la prueba de 4 x 100 m en la que llegó a ser subcampeón olímpico en 1956.

## Carrera deportiva
En los JJ. OO. de Melbourne 1956 ganó la medalla de plata en los relevos 4 x 100 metros, con un tiempo de 39.8 segundos, llegando a meta tras Estados Unidos que con 39.5 segundos batió el récord del mundo, y por delante de Alemania, siendo sus compañeros de equipo: Leonid Bartenev, Yuri Konovalov y Boris Tokarev.